# Лилль-1 (кантон)
Лилль-1 (фр. Lille-1) — кантон во Франции, находится в регионе О-де-Франс, департамент Нор.
Кантон образован в результате реформы 2015 года на основе упраздненных кантонов Лилль-Нор и Лилль-Уэст.

## Состав кантона
В состав кантона входят коммуны (население по данным Национального института статистики за 2017 г.):
- Вамбреши (10 948 чел.)
- Ла-Мадлен (21 173 чел.)
- Лилль (18 952 чел.) (западные и северные кварталы)
- Маркетт-ле-Лилль (10 376 чел.)
- Сен-Андре-ле-Лилль (12 608 чел.)

## Политика
На президентских выборах 2022 г. жители кантона отдали в 1-м туре Эмманюэлю Макрону 34,2 % голосов против 25,0 % у Жана-Люка Меланшона и 16,6 % у Марин Ле Пен; во 2-м туре в кантоне победил Макрон, получивший 70,7 % голосов. (2017 год. 1 тур: Эмманюэль Макрон – 26,8 %, Жан-Люк Меланшон – 20,9 %, Франсуа Фийон – 20,4 %, Марин Ле Пен – 17,3 %; 2 тур: Макрон – 72,8 %. 2012 год. 1 тур: Николя Саркози — 28,8 %, Франсуа Олланд — 28,1 %, Марин Ле Пен — 15,5 %; 2 тур: Олланд — 50,9 %).
С 2021 года кантон в Совете департамента Нор представляют мэр города Ла-Мадлен Себастьен Лепретр (Sébastien Leprêtre) (Республиканцы) и вице-мэр города Сен-Андре-ле-Лилль Элизабет Мас (Élisabeth Masse) (Союз демократов и независимых).
|                | Кандидаты                        | Партия                   | Первый тур | Первый тур     | Второй тур | Второй тур |
| Кол-во голосов | Кандидаты                        | Партия                   | % голосов  | Кол-во голосов | % голосов  |            |
| -------------- | -------------------------------- | ------------------------ | ---------- | -------------- | ---------- | ---------- |
|                | Себастьен Лепретр Элизабет Мас   | Правый блок              | 7 125      | 46,07          | 9 994      | 64,39      |
|                | Маруэн аль-Дандаши Белинда Тайес | Левый блок – Зелёные     | 4 180      | 27,03          | 5 526      | 35,61      |
|                | Жан Валлон Одри Реньо            | Вперёд, Республика!      | 2 216      | 14,33          |            |            |
|                | Анри Дюзотуа Кароль Леклерк      | Национальное объединение | 1 946      | 12,58          |            |            |

|                | Кандидаты                       | Партия                  | Первый тур | Первый тур     | Второй тур | Второй тур |
| Кол-во голосов | Кандидаты                       | Партия                  | % голосов  | Кол-во голосов | % голосов  |            |
| -------------- | ------------------------------- | ----------------------- | ---------- | -------------- | ---------- | ---------- |
|                | Маргерит Шассен Оливье Энно     | Правый блок             | 8 970      | 42,39          | 14 746     | 76,06      |
|                | Моник Брутен Реймон Экен        | Национальный фронт      | 4 471      | 21,13          | 4 641      | 23,94      |
|                | Франсис Андре Фатия Яллен       | Социалистическая партия | 4 251      | 20,09          |            |            |
|                | Флоранс Лаллеман Жан-Пьер Уброн | Разные левые            | 2 742      | 12,96          |            |            |
|                | Анаис Гадо Матье Мельяк         | Вставай, Франция        | 727        | 3,44           |            |            |